# Claustropyga janetscheki
Claustropyga janetscheki är en tvåvingeart som först beskrevs av Roschmann och Werner Mohrig 1993.  Claustropyga janetscheki ingår i släktet Claustropyga och familjen sorgmyggor.
Artens utbredningsområde är Österrike. Inga underarter finns listade i Catalogue of Life.